# Tarletonbeania
El género Tarletonbeania son peces marinos de la familia mictófidos, distribuidos por el norte del océano Pacífico.
La longitud máxima descrita oscila entre 7 y 12'7 cm.
Son especies batipelágicas de aguas profundas, de comportamiento oceanódromo, realizan migraciones verticales diarias subiendo durante la noche.

## Especies
Existen dos especies válidas en este género:
- Tarletonbeania crenularis (Jordan y Gilbert, 1880) - Linternilla azul.
- Tarletonbeania taylori Mead, 1953 - Linternilla de Taylor.